# Mike Faist
Michael David Faist, detto Mike (Gahanna, 5 gennaio 1992), è un attore statunitense.
Attivo in campo cinematografico, televisivo e teatrale, è vincitore di un Daytime Emmy Award e di un Grammy Award. Ha inoltre ricevuto una candidatura al Tony Award per la sua interpretazione nel musical Dear Evan Hansen e al Premio BAFTA per il ruolo di Riff in West Side Story di Steven Spielberg.

## Biografia
Mike Faist è nato e cresciuto a Gahanna, nell'Ohio, figlio adottivo di Julia e Kurt Faist. È noto soprattutto come attore di musical teatrali e ha recitato a Broadway nei musical Newsies (2012) e Dear Evan Hansen, per cui è stato candidato al Tony Award al miglior attore non protagonista in un musical nel 2017. Nel 2021 ottiene il ruolo di Riff nel film West Side Story, diretto da Steven Spielberg, per cui riceve una candidatura al BAFTA al miglior attore non protagonista. Nel 2024 recita in Challengers, diretto da Luca Guadagnino.

## Filmografia parziale

### Cinema
- I can I will I did, regia di Nadine Truong (2017)
- The Atlantic City story, regia di Henry Butash (2020)
- West Side Story, regia di Steven Spielberg (2021)
- Pinball: The Man Who Saved The Game, regia di Austin e Meredith Bragg (2022)
- The Bikeriders, regia di Jeff Nichols (2023)
- Challengers, regia di Luca Guadagnino (2024)

### Televisione
- Eye Candy - serie TV, 1 episodio (2015)
- Law & Order - Unità vittime speciali - serie TV , episodio 19x05 (2017)
- Deception - serie TV, 1 episodio (2018)
- Panic - serie TV, 10 episodi (2021)

## Teatro
- Newsies, libretto di Harvey Fierstein, colonna sonora di Alan Menken, regia di Jeff Calhoun. Paper Mill Playhouse di Milburn (2011), Nederlander Theatre di Broadway (2012)
- Approrpiate di Branden Jacobs-Jenkins, regia di Liesl Tommy. Alice Griffin Jewel Box Theatre dell'Off-Broadway (2014)
- Un mese in campagna di Ivan Sergeevič Turgenev, regia di Erica Schmidt. Classic Stage Company dell'Off-Broadway (2015)
- Dear Evan Hansen, libretto di Steven Levenson, colonna sonora di Pasek & Paul, regia di Michael Greif. Arena Stage di Washington (2015), Second Stage Theatre dell'Off-Broadway, Music Box Theatre di Broadway (2016)
- Days of Rage di Steven Levenson, regia di Trip Cullman. Second Stage Theatre dell'Off-Broadway (2018)
- Brokeback Mountain di Ashley Robinson, regia di Jonathan Butterell. @sohoplace di Londra (2023)

## Riconoscimenti
- BAFTA
  - 2022[2] – Candidatura al miglior attore non protagonista per West Side Story
- Chicago Film Critics Association
  - 2021[3] – Candidatura al miglior attore non protagonista per West Side Story
- Daytime Emmy Award
  - 2018[4] – Miglior performance musicale in un programma televisivo per The Today Show
- Grammy Award[5]
  - 2018 – Miglior album di un musical teatrale per Dear Evan Hansen
- Tony Award
  - 2017[6] – Candidatura al miglior attore non protagonista in un musical per Dear Evan Hansen

## Doppiatori italiani
Nelle versioni in italiano delle opere in cui ha recitato, Mike Faist è stato doppiato da:
- Federico Campaiola in Panic
- Alessio Nissolino in West Side Story
- Cristian Vespe in Challengers
- Gabriele Vender in The Bikeriders